# Технологічний транспорт
Технологíчний трáнспорт — транспортні засоби переривчастої та безперервної дії, які є елементом технологічної системи і використовуються для переміщення сировини (матеріалу), що обробляється, або продуктів його переробки (напівфабрикатів, готової продукції) і відходів виробництва.